# Chidi Mokeme
Chidi Mokeme (Estado de Anambra, 17 de marzo de 1972) es un actor y presentador de televisión nigeriano.

## Biografía
Mokeme nació en el Estado de Anambra, Nigeria, el 17 de marzo de 1972. Inició su carrera como actor a finales de la década de 1990, registrando apariciones destacadas en películas como Abuja Connection con Ngozi Ezeonu, The Seed con Stella Damasus y '76 con Ramsey Nouah, Rita Dominic e Ibinabo Fiberesima. Hasta la fecha, Mokeme ha participado en cerca de un centenar de películas en su país, lo que lo convierte en uno de los actores más prolíficos en la industria de Nollywood. Como presentador, destaca su participación en el programa de telerrealidad Gulder Ultimate Search.